# Вивес, Элисенда
Элисе́нда Ви́вес Бальманья (кат. Elisenda Vives Balmaña); род. 1955, Барселона) — с ноября 2015 года постоянный представитель Андорры при ООН в Нью-Йорке. До этого с июля по ноябрь 2015 года временная поверенная в делах Андорры при ООН в Нью-Йорке, с апреля 2012 года по июль 2015 года — председатель Национальной комиссии Андорры по делам ЮНЕСКО.

## Полное имя
Полное иберийское имя — Элисенда Вивес-и-Балманья (кат. Elisenda Vives i Balmaña). В современной практике такая полная форма составных фамилий используется редко и считается старомодной, уместной лишь при формальном обращении к лицам дворянского происхождения.

## Биография
- 1998—2001 — директор по вопросам государственной политики правительства Андорры, с 2000 года также являлась аккредитованным послом в Италии и Марокко
- 2001—2012 — ответственная по протокольным и административным делам Генерального совета долин Андорры
- 2012—2015 — председатель Национальной комиссии Андорры по делам ЮНЕСКО

С июля 2015 года временная поверенная в делах Андорры при ООН в Нью-Йорке

## Образование и научная деятельность
Доктор философии и доктор исторических наук Университета Андорры.
Автор и соавтор нескольких десятков работ по истории, археологии и антропологии. Автор 5 монографий, таких как «О средневековых погребениях в Каталонии и в соседних регионах» (1988) и «Средневековое каталонское население: происхождение и эволюция» (1990").